# Strøm-Gletscher
Der Strøm-Gletscher ist ein steiler Talgletscher im Königin-Maud-Gebirge in der antarktischen Ross Dependency. Er fließt von der Nordseite des Mount Fridtjof Nansen in nordöstlicher Richtung zwischen den Duncan Mountains an der Nordwestflanke und der Herbert Range auf der Südwestseite zum Ross-Schelfeis an der Amundsen-Küste.
Der Gletscher ist nach dem sogenannten Strøm-Camp benannt. Dieses wurde im Dezember 1929 am Fuß des Gletschers im Rahmen der Byrd Antarctic Expedition (1928–1930) von der geologischen Mannschaft unter Laurence McKinley Gould (1896–1995) errichtet. Namensgeber des Camps wiederum ist der Norweger Sverre Andreas Strøm (1898–1950), Erster Maat des Schiffs City of New York bei dieser Forschungsreise und Leiter der Schneemobileinheit, welche die beiden Feldforschungsteams der Expedition mit Material versorgte.

## Weblinks

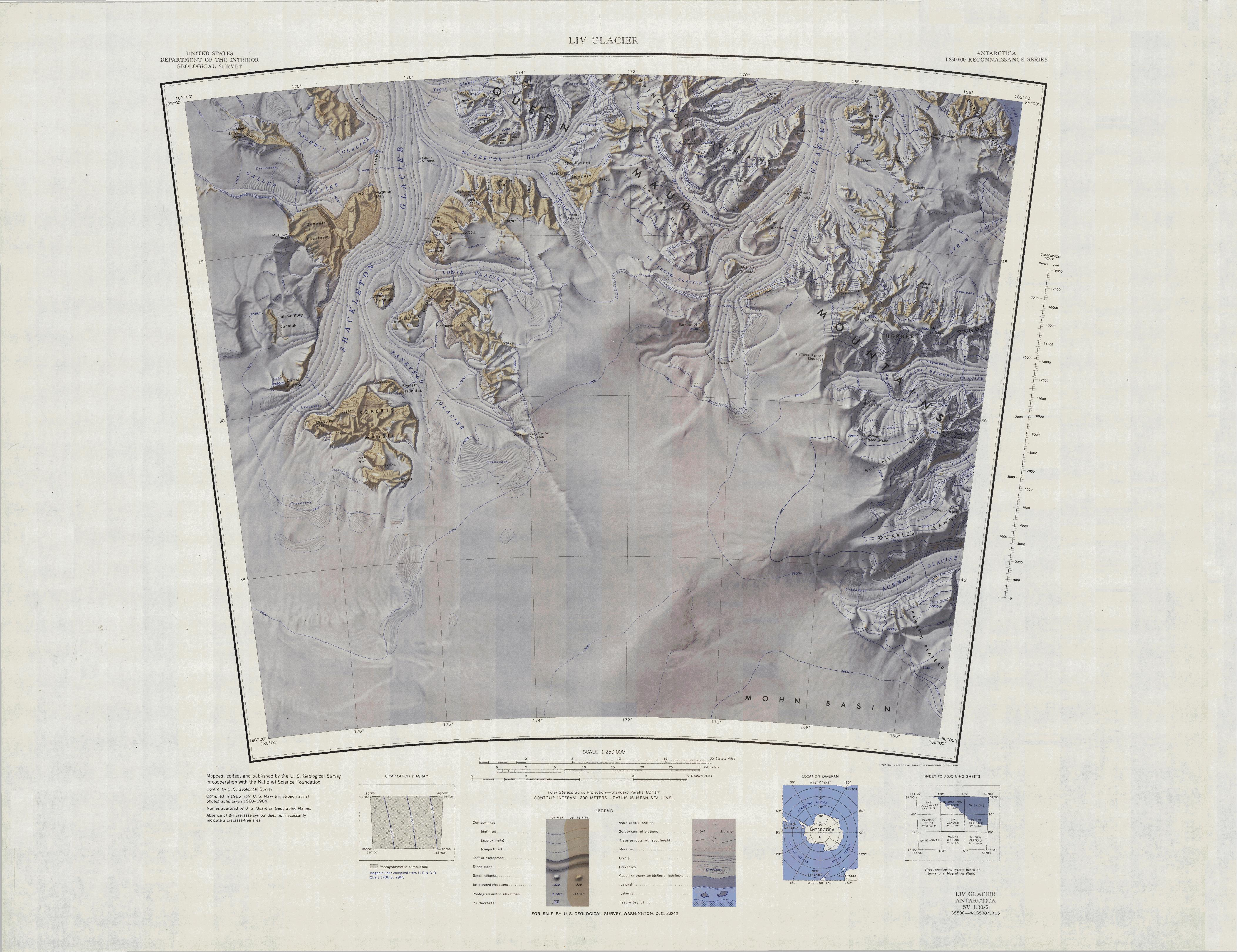
Westteil des „Strom Glacier“ im Nordosten der Karte
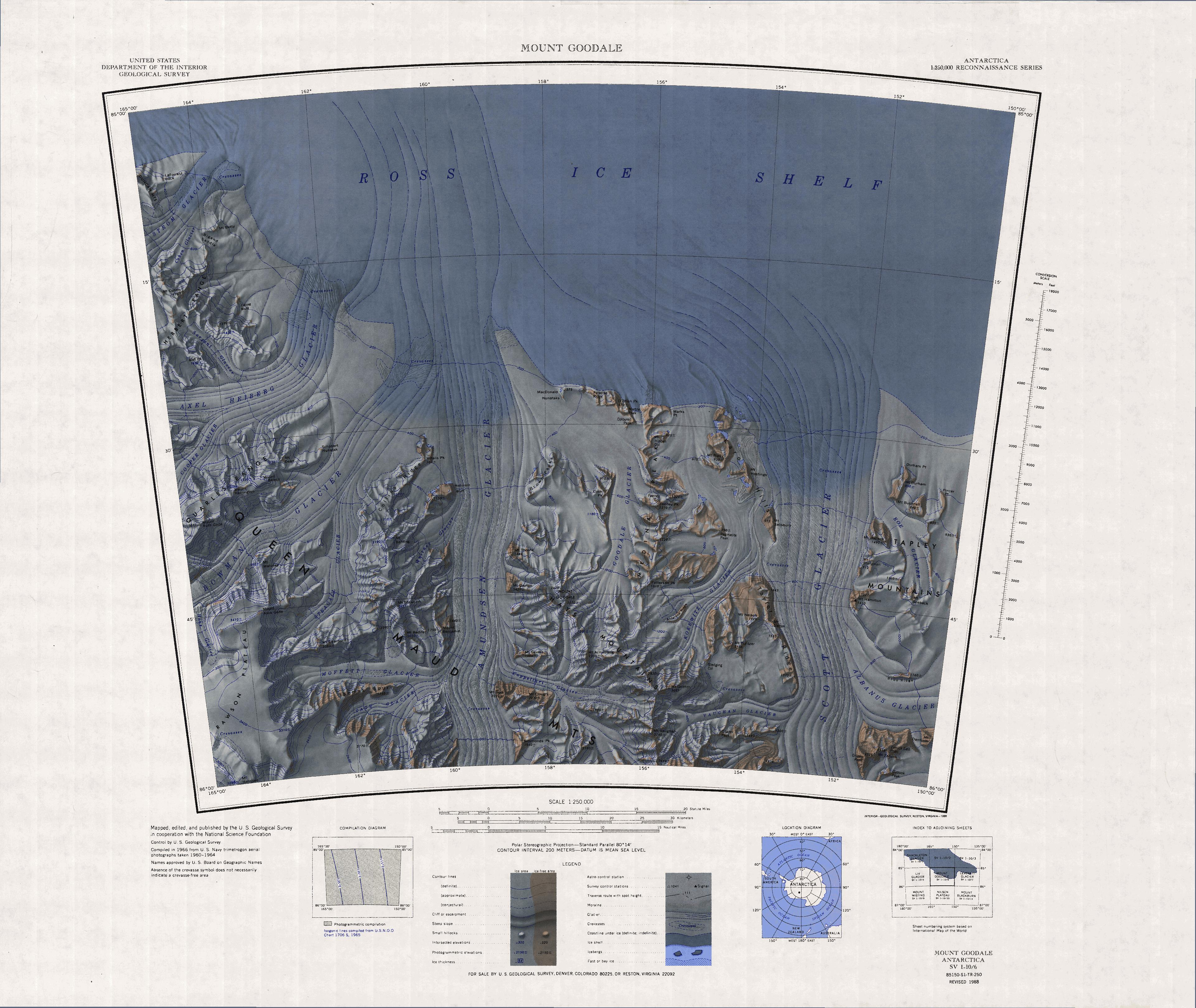
Ostteil des „Strom Glacier“ im Nordwesten der Karte